# Trash Story
Trash Story – sztuka teatralna autorstwa Magdy Fertacz, opublikowana w kwietniu 2008 w miesięczniku Dialog, a wystawiona po raz pierwszy w dniu 21 listopada 2008 roku w Teatrze Ateneum w Warszawie. Reżyserką prapremierowej inscenizacji była Ewelina Pietrowiak, a wystąpiły w niej m.in. Maria Pakulnis (jako Matka) i Jadwiga Jankowska-Cieślak (jako Ursulka). 23 marca 2009 sztuka została zaprezentowana na antenie TVP Kultura, gdzie aktorzy gdańskiego Teatru Wybrzeże pod kierunkiem reżysera Krzysztofa Gordona odegrali ją w konwencji próby czytanej w ramach cyklu Czytanie dramatu. Sztuka została wyróżniona Gdyńską Nagrodą Dramaturgiczną.

## Opis fabuły
Akcja dzieje się współcześnie w domu nad brzegiem Odry, na polsko-niemieckim pograniczu (ale po polskiej stronie). Mieszkają w nim Matka oraz Wdowa, żona starszego syna Matki, który przed czterema laty zaginął, najprawdopodobniej topiąc się w rzece. Odwiedza ich młodszy syn Matki, który ma wkrótce zostać wcielony do armii. W sztuce biorą udział także przebywający w Ameryce Ojciec (z którym Syn rozmawia przez telefon) i Ursulka, duch małej Niemki mieszkającej tu przed II wojną światową, która została powieszona przez własną matkę, kiedy do miejscowości wkroczyli gwałcąc i rabując żołnierze Armii Czerwonej.